# Liam Cunningham
Liam Cunningham (Dublín, 2 de junio de 1961) es un actor irlandés de cine y televisión.
Es conocido por interpretar a Davos Seaworth en la serie televisiva Game of Thrones.

## Biografía
Es hijo de Kathleen Cunningham.
En los años 80 trabajó como electricista, pero tras ver el anuncio de una escuela de actuación decidió probar suerte en esa área.
Liam está casado con Colette Cunningham, la pareja tiene tres hijos Ellen, Liam Cunningham Jr. y Sean Cunningham.

## Carrera
Liam ha aparecido en varios films y obras de teatro, tanto en Irlanda y Gran Bretaña como en Estados Unidos.
Tras participar en un par de cortos, recibió un papel en la que sería su primera película, Into the West (en español: «Escapada al Sur»), donde interpretó a un oficial de la policía. 
En 1995 se unió al elenco de la película A Little Princess donde interpretó al capitán Crewe y el príncipe Rama, el padre de la pequeña Sara Crewe (Liesel Matthews). También apareció en First Knight como Sir Agravaine, uno de los caballeros de la Mesa Redonda.
En 1999 dio vida al militar británico Alec Cunningham-Reid en la película Too Rich: The Secret Life of Doris Duke. También apareció en RKO 281 donde interpretó al cinematógrafo americano Gregg Toland, en la película compartió créditos con los actores Liev Schreiber y James Cromwell.
En 2010 apareció en la película Centurión donde interpretó a Ubriculius "Brick", un soldado veterano de la Novena Legión.
En 2011 dio vida al presidente Richard Tate en la serie Outcasts. Ese mismo año apareció como invitado en la serie Strike Back: Project Dawn donde interpretó a Daniel Connolly, un terrorista de la IRA que es asesinado durante una confrontación con la coronel Eleanor Grant (Amanda Mealing), y al escritor irlandés Francis Sheehy-Skeffington en The Guard.
En 2012 apareció en la quinta temporada de la serie Merlin donde interpretó a Ruadan. También dio vida al líder irlandés James "Jim" Larkin en la serie Titanic: Blood and Steel. Interpretó a Alec Wade, un agente renegado del MI6 en la película Safe House, y obtuvo un papel en War Horse donde interpretó a un doctor de la armada.
Ese mismo año se unió al elenco de la exitosa serie de la HBO: Juego de Tronos donde interpreta al lord Davos Seaworth, la mano derecha de Stannis Baratheon (Stephen Dillane), hasta ahora.
En 2013 apareció como invitado en la popular serie Doctor Who donde dio vida al capitán Zhukov.
Ese mismo año apareció en el video musical "High Hopes" de la banda de irlandesa Kodaline.

## Filmografía

### Televisión
| Año         | Título                            | Papel              | Notas                                                 |
| ----------- | --------------------------------- | ------------------ | ----------------------------------------------------- |
| 2024        | The Three-Body Problem            |                    |                                                       |
| 2021        | Domina                            | Livius             | Episodio: 1                                           |
| 2019        | Rick y Morty                      | Balthromaw         | Episodio: "Claw and Hoarder: Special Ricktim's Morty" |
| 2012 - 2019 | Game of Thrones                   | Davos Seaworth     | 42 episodios                                          |
| 2016        | Fir Bolg                          | Gerry Burke        | Episodio: "Revelations"                               |
| 2015        | The Musketeers                    | Belgard            | Episodio: "The Prodigal Father"                       |
| 2013        | Vera                              | Sam Harper         | Episodio: "Prodigal Son"                              |
| 2013        | Doctor Who                        | Capitán Zhukov     | Episodio: "La Guerra Fría"                            |
| 2012        | Merlin                            | Ruadan             | 2 episodios                                           |
| 2012        | Titanic: Blood and Steel          | James "Jim" Larkin | 5 episodios                                           |
| 2011        | Strike Back: Project Dawn         | Daniel Connolly    | 2 episodios                                           |
| 2011        | Camelot                           | Colfur             | Episodio: "Justice"                                   |
| 2011        | Outcasts                          | Richard Tate       | 8 episodios                                           |
| 2009        | The Street                        | Tom Miller         | Episodio # 3.1                                        |
| 2007        | The Catherine Tate Show           | Padre              | Episodio: "Christmas Special"                         |
| 2007        | The Wild West                     | Wyatt Earp         | Episodio: "The Gunfight at the OK Corral"; miniserie  |
| 2006        | Afterlife                         | Jonathan           | Episodio: "Your Hand in Mine"                         |
| 2006        | Murphy's Law                      | Drew Johnstone     | 3 episodios                                           |
| 2006        | Hotel Babylon                     | Adrian McBride     | Episodio # 1.8                                        |
| 2005        | The Clinic                        | Malcolm Keown      | 5 episodios                                           |
| 2003        | Prime Suspect 6: The Last Witness | Robert West        | Episodio: "Part 1"                                    |
| 2001        | Kommissarie Winter                | MacDonald          | 2 episodios                                           |
| 2001        | Attila                            | Rey Theodoric      | Miniserie                                             |
| 2001        | Rebel Heart                       | Michael Malone     | 22 episodios; miniserie                               |
| 1995        | Cracker                           | Stuart Grady       | 2 episodios                                           |
| 1994 - 1995 | Roughnecks                        | Chris              | 13 episodios                                          |

### Cine
| Año  | Título                                  | Papel                      | Notas |
| ---- | --------------------------------------- | -------------------------- | --- |
| 2023 | The Last Voyage of the Demeter          | Capitán Eliot              | Junto a Corey Hawkins, Aisling Franciosi y David Dastmalchian.                                                |
| 2017 | 24 horas para vivir                     | Wetzler                    | junto a Ethan Hawke, Paul Anderson, Rutger Hauer, Tanya van Graan, Hakeem Kae-Kazim, Xu Qing y Nathalie Boltt |
| 2013 | The Numbers Station                     | Grey                       | junto a John Cusack, Malin Akerman, Richard Brake, Bryan Dick, Finbar Lynch y Lucy Griffiths                  |
| 2012 | Good Vibrations                         | Terri Hooley               | junto a Jodie Whittaker, Richard Dormer, Dylan Moran, Mark Ryder y Andrew Simpson                             |
| 2012 | Safe House                              | Alec Wade                  | junto a Denzel Washington, Ryan Reynolds, Vera Farmiga, Brendan Gleeson y Sam Shepard                         |
| 2012 | War Horse                               | Doctor                     | junto a Jeremy Irvine, Emily Watson, David Thewlis, Benedict Cumberbatch y Tom Hiddleston                     |
| 2011 | The Guard                               | Francis Sheehy-Skeffington | junto a Brendan Gleeson, Don Cheadle, Mark Strong y Fionnula Flanagan                                         |
| 2010 | The Whistleblower                       | Bill Hynes                 | junto a David Strathairn, Monica Bellucci, Vanessa Redgrave y Benedict Cumberbatch                            |
| 2010 | Furia de titanes                        | Solon                      | junto a Sam Worthington, Gemma Arterton, Liam Neeson, Ralph Fiennes y Mads Mikkelsen                          |
| 2010 | Centurion                               | Ubriculius "Brick"         | junto a Michael Fassbender, Olga Kurylenko, Dominic West, David Morrissey y JJ Feild                          |
| 2009 | Harry Brown                             | Sid Rourke                 | junto a Mike Caine, Emily Mortimer, Ben Drew, David Bradley, Sean Harris y Jack O'Connell                     |
| 2009 | The Tournament                          | Mr. Powers                 | junto a Robert Carlyle, Kelly Hu, Ian Somerhalder, Ving Rhames, Craig Conway y John Lynch                     |
| 2009 | Blood: The Last Vampire                 | Michael Harrison           | junto a Colin Salmon, Jun Ji Hyun, Allison Miller y Larry Lamb                                                |
| 2008 | The Mummy: Tomb of the Dragon Emperor   | Perro Loco Maguire         | junto a Brendan Fraser, John Hannah, Jet Li, Maria Bello, Michelle Yeoh y Luke Ford                           |
| 2008 | Hunger                                  | Padre Dominic Moran        | junto a Michael Fassbender, Stuart Graham, Karen Hassan, Brian Milligan y Liam McMahon                        |
| 2007 | Northanger Abbey                        | General Tilney             | junto a Felicity Jones, Carey Mulligan, William Beck, JJ Feild y Michael Judd                                 |
| 2006 | The Wind That Shakes the Barley         | Dan                        | junto a Cillian Murphy, Pádraic Delaney, Orla Fitzgerald, Mary O'Riordan y Roger Allam                        |
| 2006 | Breakfast on Pluto                      | 1er. Ciclista              | junto a Cillian Murphy, Liam Neeson, Stephen Rea, Brendan Gleeson, Eva Birthistle y Ian Hart                  |
| 2003 | The Crooked Man                         | Hamilton                   | junto a Ross Kemp, Jake Wood, Michael Byrne, Alan McKenna y Natasha Little                                    |
| 2003 | Final Demand                            | David Milner               | junto a Tamzin Outhwaite, Simon Pegg, Archie Panjabi y Matthew Chambers                                       |
| 2002 | Dog Soldiers                            | Capitán Ryan               | junto a Kevin McKidd, Sean Pertwee, Craig Conway, Thomas Lockyer y Darren Morfitt                             |
| 2002 | Stranded                                | David Robinson             | junto a Roger Allam, Jesse Spencer, Andrew-Lee Potts, Neil Newbon y Bonnie Wright                             |
| 2000 | When the Sky Falls                      | John Cosgrave              | junto a Joan Allen, Patrick Bergin, Kevin McNally & Jason Barry                                               |
| 1999 | RKO 281                                 | Gregg Toland               | junto a Liev Schreiber, James Cromwell, John Malkovich, Brenda Blethyn y Roy Scheider                         |
| 1999 | A Love Divided                          | Sean Cloney                | junto a Orla Brady, Sarah Bolger, Nicole Bohan y Ger Ryan                                                     |
| 1999 | Too Rich: The Secret Life of Doris Duke | Alec Cunningham-Reid       | junto a Lauren Bacall, Richard Chamberlain, Mare Winningham y Kathleen Quinlan                                |
| 1999 | Shooting the Past                       | Christopher Anderson       | junto a Lindsay Duncan, Timothy Spall, Blake Ritson, Billie Whitelaw, Emilia Fox y Andy Serkis                |
| 1998 | Falling for a Dancer                    | Mossie Sheehan             | junto a Dermot Crowley, Rory Murray, Colin Farrell y Elisabeth Dermot-Walsh                                   |
| 1997 | The Life of Stuff                       | Alex Sneddon               | junto a Ewen Bremner, Gina McKee, Jason Flemyng y Ciarán Hinds                                                |
| 1996 | Jude                                    | Phillotson                 | junto a Christopher Eccleston, Kate Winslet, Rachel Griffiths, June Whitfield y David Tennant                 |
| 1995 | First Knight                            | Sir Agravaine              | junto a Sean Connery, Richard Gere, Julia Ormond, Ben Cross y Christopher Villiers                            |
| 1995 | A Little Princess                       | Capt. Crewe / Rama         | junto a Liesel Matthews, Eleanor Bron, Rusty Schwimmer y Arthur Malet                                         |
| 1993 | A Handful of Stars                      | Stapler                    | junto a Dervla Kirwan, Aidan Gillen, Gary Lydon y Des McAleer                                                 |
| 1993 | Poor Beast in the Rain                  | Doyle                      | junto a Dervla Kirwan, Ingrid Craigie, Gary Lydon y Des McAleer                                               |

### Apariciones
| Año         | Título                 | Notas                  |
| ----------- | ---------------------- | ---------------------- |
| 2013        | The Square of the Cube | Cortometraje; narrador |
| 2012        | Saving the Titanic     | Narrador               |
| 2011 - 2012 | Formula 1: BBC Sport   | 2 episodios            |

### Videojuegos
| Año  | Título      | Personaje          | Notas                                 |
| ---- | ----------- | ------------------ | ------------------------------------- |
| 2016 | Squadron 42 | Capitán Noah White | Prestó rostro y voz para el personaje |

### Director y productor
| Año  | Título            | Notas                             |
| ---- | ----------------- | --------------------------------- |
| 2011 | Pitch Black Heist | Cortometraje; productor ejecutivo |
| 2005 | The Clinic        | 2 episodios; director             |

### Teatro
| Año  | Título         | Personaje | Director       | Teatro           | Notas                |
| ---- | -------------- | --------- | -------------- | ---------------- | -------------------- |
| 1996 | As You Like It | -         | Steven Pimlott | Barbican Theatre | junto a Niamh Cusack |

## Premios y nominaciones
En 2007 la Academia Irlandesa de Cine y Televisión le otorgó el galardón al "Mejor actor de reparto" por su interpretación en la película The Wind That Shakes the Barley.
| Año  | Categoría                                                | Premio                                  | Trabajo nominado                | Resultado |
| ---- | -------------------------------------------------------- | --------------------------------------- | ------------------------------- | --------- |
| 2015 | Outstanding Performance by an Ensemble in a Drama Series | Screen Actors Guild Award               | Game of Thrones                 | Nominados |
| 2015 | Best Actor in a Supporting Role - Drama                  | IFTA Award                              | Game of Thrones                 | Nominado  |
| 2012 | Best Supporting Actor - Film                             | IFTA Award                              | The Guard                       | Nominado  |
| 2011 | -                                                        | Golden Film Award                       | Black Butterflies               | Ganaron   |
| 2008 | Best Supporting Actor                                    | British Independent Film Award          | Hunger                          | Nominado  |
| 2009 | Best Actor in a Supporting Role in a Film                | IFTA Award                              | Hunger                          | Ganó      |
| 2009 | British Supporting Actor of the Year                     | ALFS Award                              | Hunger                          | Nominado  |
| 2007 | Best Actor in a Supporting Role in a Feature Film        | IFTA Award                              | The Wind That Shakes the Barley | Ganó      |
| 2007 | Best Actor in a Lead Role in Television                  | IFTA Award                              | Showbands II                    | Nominado  |
| 2007 | Best Actor in a Supporting Role in Television            | IFTA Award                              | Murphy's Law                    | Nominado  |
| 2003 | Best Supporting Actor (2.º. lugar)                       | Chainsaw Award                          | Dog Soldiers                    | Ganó      |
| 2000 | Best Actor                                               | Cherbourg-Octeville Festival Film Award | A Love Divided                  | Ganó      |
| 1999 | Best Actor in a Male Role                                | IFTA Award                              | A Love Divided                  | Nominado  |
| 1999 | Best Leading Performance - Television                    | IFTA Award                              | Falling for a Dancer            | Nominado  |